# إيراج راجابوف
إيراج راجابوف (9 نوفمبر 1990 بطاجيكستان - ) هو مدرب كرة قدم ولاعب كرة قدم طاجيكي في مركز الدفاع. شارك مع منتخب طاجيكستان تحت 17 سنة لكرة القدم ومنتخب طاجيكستان لكرة القدم. أما مع النوادي، فقد لعب مع استقلال دوشنبه ونادي خجند وDynamo Dushanbe ‏ وKhayr Vahdat FK ‏.

## وصلات خارجية
- إيراج راجابوف على موقع الاتحاد الدولي (مؤرشف)  (الإنجليزية)
- إيراج راجابوف على موقع قاعدة بيانات كرة القدم.إي يو (الإنجليزية)
- إيراج راجابوف على موقع ناشيونال فوتبول تيمز (الإنجليزية)
- إيراج راجابوف على موقع Soccerway.com (الإنجليزية)